# 박성호 (1974년)
박성호(朴成浩, 1974년 10월 19일~)은 대한민국의 정치인이다. 제9대 경기도 부천시의원(2022~2023)이다.

## 학력
- 광주서초등학교 졸업
- 광주진흥중학교 졸업
- 호남신학대학교 교회음악학과 성악전공 졸업
- 쾰른국립음악대학 오페라전공 수학 졸업

## 경력
- 국립공주대학교 음악교육학과 출강
- 솔리스텐 오페라 앙상블 대표
- ㈜농업법인 성호에이텍주식회사 대표이사
- 독일기센국립극장솔리스트
- 부천시 호남향우회 총연합회 운영이사
- 더부천포럼 문화예술위원장
- 더불어민주당 동북아평화철도협력특별위원회 위원
- 더불어민주당 세대통합상생위원회협력 부단장
- 더불어민주당 경기도 농어민 위원회 위원장
- 더불어민주당 제19대 대통령 선거 문재인 후보 조직특보
- 제7회 전국동시지방선거 경기도지사 이재명 후보 권역조직총괄
- 더불어민주당 제3차 전국대의원대회 국회의원 설훈 조직특보
- 더불어민주당 중소기업특별위원회 부위원장
- 더불어민주당 제20대 대통령 선거 선대본부 각 위원장 및 부국장
- 민주평화통일자문회의 부천시협의회 문화예술위원장
- 2022.07~2023.06 제9대 경기도 부천시의회 의원
- 2022.07~2023.06 제9대 경기도 부천시의회 전반기 재정문화위원회 위원
- 2022.07~2023.06 제9대 경기도 부천시의회 전반기 예산결산특별위원회 위원
- 2023.05.23 더불어민주당 탈당

## 의원직 사퇴
- 2023년 6월 1일 '성비위 의혹' 박성호 의원 의원직 전격 사퇴

## 역대 선거 결과
| 실시년도 | 선거      | 대수 | 직책   | 선거구                  | 정당         | 득표수   | 득표율          | 순위 | 당락 | 비고           |
| -------- | --------- | ---- | ------ | ----------------------- | ------------ | -------- | --------------- | ---- | ---- | -------------- |
| 2022년   | 지방 선거 | 9대  | 시의원 | 경기 부천시 (마 선거구) | 더불어민주당 | 19,776표 | \| \| 35.62% \| | 1위  |      | 초선, 민선 8기 |
|          | 35.62%    |      |        |                         |              |          |                 |      |      |                |